# Towaoc (Colorado)
Towaoc es un lugar designado por el censo ubicado en el condado de Montezuma en el estado estadounidense de Colorado. En el Censo de 2010 tenía una población de 1.087 habitantes y una densidad poblacional de 117,07 personas por km².

## Geografía
Towaoc se encuentra ubicado en las coordenadas 37°12′45″N 108°43′35″O / 37.21250, -108.72639. Según la Oficina del Censo de los Estados Unidos, Towaoc tiene una superficie total de 9.29 km², de la cual 9.29 km² corresponden a tierra firme y (0%) 0 km² es agua.

## Demografía
Según el censo de 2010, había 1.087 personas residiendo en Towaoc. La densidad de población era de 117,07 hab./km². De los 1.087 habitantes, Towaoc estaba compuesto por el 2.3% blancos, el 0% eran afroamericanos, el 95.03% eran amerindios, el 0% eran asiáticos, el 0% eran isleños del Pacífico, el 0.09% eran de otras razas y el 2.58% pertenecían a dos o más razas. Del total de la población el 4.69% eran hispanos o latinos de cualquier raza.